# Angelówka (obwód iwanofrankiwski)
Angelówka, Angełówka (ukr. Ангелівка, hist. Engelsberg, w 1939 Anielin) – wieś na Ukrainie, w  obwodzie iwanofrankiwskim, rejonie kałuskim (do 17 lipca 2020 r. w rejonie dolińskim).